# Formula One Grand Prix
Formula One Grand Prix, noto come World Circuit negli Stati Uniti, è un simulatore di guida pubblicato nel 1992 dalla MicroProse per Atari ST, Amiga e MS-DOS, creato da Geoff Crammond. Ci riferisce spesso a questo gioco come Grand Prix 1, MicroProse Grand Prix o semplicemente F1GP, sebbene il gioco stesso non fosse affiliato con la FIA o con qualsiasi altro pilota di Formula 1; sono accuratamente riprodotte le livree dei team e i caschi dei piloti iscritti alla stagione 1991, ma i nomi sono fasulli nella versione europea.
Grand Prix ha avuto tre sequel, intitolati Grand Prix 2, Grand Prix 3 e Grand Prix 4.

## Modalità di gioco
Il gioco è una vera e propria simulazione delle corse automobilistiche di Formula 1, sia nella parte relativa alla guida, che in quella dell'organizzazione delle gare e del campionato. Un gran premio infatti comprende le prove libere, le qualifiche del venerdì e del sabato, il Warm Up e la gara, con la possibilità di farla durare lo stesso numero di giri di quella reale. I circuiti sono quelli della stagione 1991.
Ai box è possibile modificare l'assetto della vettura agendo sull'altezza degli alettoni, il tipo di gomme, il bilanciamento dei freni e la lunghezza delle marce. La simulazione di guida, con visuale in prima persona, prevede il cambio manuale delle marce, spazi di frenata realistici, sfruttamento delle scie, danneggiamento delle vetture in caso di contatto, bandiere gialle in caso di incidente, usura e cambio gomme.
A seconda del livello di difficoltà scelto, il giocatore può usufruire di aiuti come la frenata automatica in curva, il cambio automatico, traiettoria e marcia suggerite, ma giocando al livello più difficile (l'unico in cui gli avversari fanno tempi corrispondenti a quelli reali) non è possibile nessun aiuto.
Il gioco prevede la possibilità di multiplayer a turni: mentre un giocatore guida, le vetture degli altri sono controllate dal computer.

## Piloti e scuderie
I piloti e scuderie sono quelli della stagione 1991, ma nella versione europea i nomi sono fittizi.
| Squadra (versione americana) | Squadra (versione europea) | #  | Pilota (versione americana) | Pilota (versione europea) |
| ---------------------------- | -------------------------- | -- | --------------------------- | ------------------------- |
| McLaren Honda                | McPherson Alpha            | 1  | Ayrton Senna                | Carlos Sanchez            |
| McLaren Honda                | McPherson Alpha            | 2  | Gerhard Berger              | Kurt Langer               |
| Tyrrell Honda                | Sundo Sorrell              | 3  | Satoru Nakajima             | Yukio Oshima              |
| Tyrrell Honda                | Sundo Sorrell              | 4  | Stefano Modena              | Mario Innocenti           |
| Williams Renault             | Puma Lascelles             | 5  | Nigel Mansell               | Robert Davies             |
| Williams Renault             | Puma Lascelles             | 6  | Riccardo Patrese            | Luigi Rivellini           |
| Brabham Yamaha               | Gordon Mamiya              | 7  | Martin Brundle              | Kenny Clark               |
| Brabham Yamaha               | Gordon Mamiya              | 8  | Mark Blundell               | Mark Scott                |
| Footwork Porsche             | ASM Future Sorrell         | 9  | Michele Alboreto            | Guido Firrenza            |
| Footwork Porsche             | ASM Future Sorrell         | 10 | Alex Caffi                  | Karl Sorensson            |
| Lotus Judd                   | Team MPS Packer            | 11 | Mika Hakkinen               | Kris Bergen               |
| Lotus Judd                   | Team MPS Packer            | 12 | Johnny Herbert              | Jim Johnson               |
| Fondmetal Ford               | Perroni Palosco            | 14 | Olivier Grouillard          | Andre Lux                 |
| Leyton House Ilmor           | Farrell Hotwell            | 15 | Mauricio Gugelmin           | Gilberto Vasquez          |
| Leyton House Ilmor           | Farrell Hotwell            | 16 | Ivan Capelli                | Ricco Cardinale           |
| AGS Ford                     | Gestner KPW                | 17 | Gabriele Tarquini           | Antonio Lucchini          |
| AGS Ford                     | Gestner KPW                | 18 | Fabrizio Barbazza           | Enzo D'Angelo             |
| Benetton Ford                | Masuka Realm Sorrell       | 19 | Michael Schumacher          | Helmut Becker             |
| Benetton Ford                | Masuka Realm Sorrell       | 20 | Nelson Piquet               | Eduardo Romero            |
| Dallara Judd                 | Torinno Peralto            | 21 | Emanuele Pirro              | Claudio Vincento          |
| Dallara Judd                 | Torinno Peralto            | 22 | JJ Lehto                    | Lasse Jacobsan            |
| Minardi Ferrari              | Piratella Krill            | 23 | Pierluigi Martini           | Pietro Rosellini          |
| Minardi Ferrari              | Piratella Krill            | 24 | Gianni Morbidelli           | Paulo Giantille           |
| Ligier Lamborghini           | Leclerc Torte              | 25 | Thierry Boutsen             | Gilbert Dargaud           |
| Ligier Lamborghini           | Leclerc Torte              | 26 | Érik Comas                  | Christophe Pascal         |
| Ferrari                      | Bellini                    | 27 | Alain Prost                 | Jean-Paul Cassell         |
| Ferrari                      | Bellini                    | 28 | Jean Alesi                  | Henri Latour              |
| Lola Ford                    | Rascasse Sorrell           | 29 | Éric Bernard                | Stefane Gonfaron          |
| Lola Ford                    | Rascasse Sorrell           | 30 | Aguri Suzuki                | Akira Imanishi            |
| Coloni Ford                  | Trasimento Krill           | 31 | Pedro Chaves                | Jose Fernandez            |
| Jordan Ford                  | Blaze Proctor              | 32 | Bertrand Gachot             | Mathieu d'Orleans         |
| Jordan Ford                  | Blaze Proctor              | 33 | Andrea De Cesaris           | Nico Napoli               |
| Lamborghini                  | Spectre Patrucco           | 34 | Nicola Larini               | Giovanni Corleoni         |
| Lamborghini                  | Spectre Patrucco           | 35 | Eric van de Poele           | Mario Collepardi          |